# Triangle de Weimar
Pour les articles homonymes, voir Weimar (homonymie).

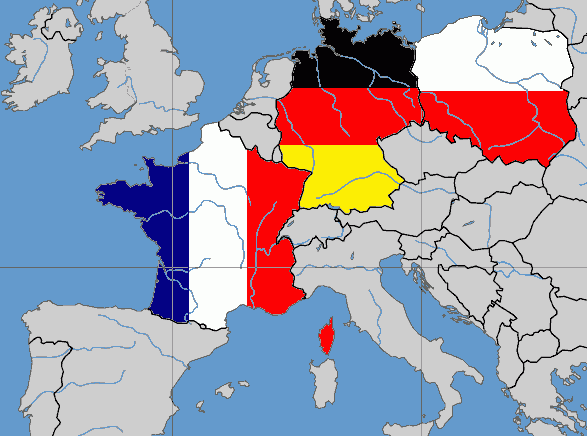
Triangle de Weimar.

Le Triangle de Weimar définit la coopération trilatérale entre la France, l'Allemagne et la Pologne. Il est, pour reprendre la formule de l'historien Bronisław Geremek « un instrument politique intelligent ». Concrètement, c'est un forum de rencontre, de dialogue et d'échange informel entre ces trois pays, et non un accord formel de coopération. Il est instauré officiellement en août 1991, deux ans après la chute du mur de Berlin, un an après la réunification allemande et l'année même de la dissolution de l’URSS.

## Historique
L'initiative de cette coopération étroite entre la Pologne, l'Allemagne et la France, revient au ministre des Affaires étrangères allemand Hans-Dietrich Genscher. Convaincu de l'importance de la coopération européenne et fervent artisan de la Coopération politique européenne, celui-ci réunit ses homologues polonais et français Krzysztof Skubiszewski et Roland Dumas le 28 août 1991 à Weimar.
Depuis lors, plusieurs rencontres ont eu lieu, par exemple entre ministres des Affaires étrangères le 27 avril 2010, entre chefs d'État le 7 février 2011, ou plus récemment le 7 février 2022 pour discuter d'éventuelles sanctions économiques qui seraient prises dans le cas où la Russie envahissait l'Ukraine, et du moyen de maintenir la paix.

## Symboles historiques
Le choix de la date et du lieu de la rencontre fondatrice ne doit rien au hasard : le 28 août est l'anniversaire de la naissance de Goethe, tandis que Weimar est hautement symbolique : outre le fait que Goethe et Schiller y vécurent, cette ville de Thuringe est celle où fut fondé le premier régime démocratique allemand, la République de Weimar, qui sombra sous la montée des extrêmes[réf. nécessaire] et disparut à la suite de la prise de pouvoir du dictateur Adolf Hitler en 1933. Weimar se situe par ailleurs à une dizaine de kilomètres du camp de concentration nazi de Buchenwald. Le Triangle de Weimar est donc fortement rattaché à l'histoire récente européenne, au devoir de mémoire quant au génocide nazi, à l'humanisme, à la démocratie et aux droits de l'homme.

## Objectifs et évolution
La création du Triangle de Weimar exprime tout d'abord la volonté d'associer la France à la réconciliation germano-polonaise, en s'inspirant de l'expérience exemplaire de réconciliation franco-allemande. Il s'agissait de ne pas laisser l'Allemagne et la Pologne dans un face à face conflictuel stérile et d'orienter au mieux leur démarche de bon voisinage.
Le Triangle devait permettre de soutenir activement le rapprochement de la Pologne au système de sécurité transatlantique de l'OTAN et de préparer au mieux sa future adhésion à l'Union européenne. Ces deux objectifs furent couronnés de succès : la Pologne intègre l'OTAN en 1999 et adhère à l'UE le 1er mai 2004.
Depuis l'entrée de la Pologne dans l'Union européenne, le Triangle de Weimar est devenu un cadre privilégié de concertation et de renforcement du dialogue politique et de la coopération entre les trois États.
Le Triangle de Weimar se concrétise par des rencontres fréquentes au niveau étatique (chefs d'État et de gouvernement), ministériel (Affaires étrangères, Affaires sociales, Défense, Europe...) et parlementaire. Une coopération régionale et communale dans le cadre du Triangle de Weimar est instaurée, avec de nombreux jumelages de villes, de lycées, et d'universités. Dans le cadre de la coopération décentralisée, il existe également des coopérations inter-régionales du Triangle de Weimar (Nord-Pas-de-Calais, Rhénanie-du-Nord-Westphalie et Silésie ; Île-de-France, Brandebourg et Mazovie ; Limousin, Bavière et Poméranie, etc.).

## Première déclaration
« Déclaration commune des ministres des affaires étrangères de France, de Pologne et d'Allemagne à l'occasion de leur rencontre ; Weimar, les 28 et 29 août 1991
La responsabilité de la France, de la Pologne et de l'Allemagne dans l'avenir de l'Europe :
1 - L'Europe se trouve à un tournant décisif de son histoire. Ses peuples et ses États se sont engagés dans une voie conduisant à de nouvelles formes de coexistence. Nous sommes conscients que les Polonais, les Allemands et les Français exercent une responsabilité déterminante dans la réussite de structures porteuses d'avenir pour les relations de voisinage en Europe.
2 - Nous avons désormais la chance unique de faire progresser la nouvelle Europe en assumant une responsabilité commune dans un esprit de solidarité humaine et avec le sentiment d'appartenir à une communauté de destin ainsi qu'en nous appuyant sur l'héritage de nos valeurs communes. Le désir naturel de tous les peuples d'instaurer la démocratie, la prospérité et la sécurité ne peut se réaliser à long terme que dans le rassemblement des forces de l'Europe tout entière.
3 - Il importe maintenant de resserrer de plus en plus étroitement les liens de coopération qui unissent les peuples et les États à tous les niveaux et dans tous les domaines de la vie, au-delà des frontières qui les séparaient autrefois. Il est nécessaire que l'Europe et ses différentes régions établissent entre elles les relations les plus diverses. C'est notamment la coopération régionale transfrontière qui permettra de rendre le rapprochement entre les pays de l'Europe perceptible aux citoyens. Cette coopération va désormais de soi entre l'Allemagne et la France et à la frontière entre l'Allemagne et la Pologne, elle est une clef pour la future vie en commun des États et de leurs citoyens. Les structures confédérales paneuropéennes se feront de plus en plus nombreuses.
4 - La nouvelle Europe puise sa force dans la diversité et la vitalité de ses institutions, dont le noyau est formé par la Communauté européenne. Elle doit poursuivre son intégration. En tant que garant des droits de l'homme, de la démocratie et de l’État de droit, le Conseil de l'Europe continue de gagner en importance. Nous voyons la stabilité en Europe dans un sens large incluant les aspects politiques, de sécurité, économiques, sociaux et écologiques. Chacune des organisations œuvrant dans ces domaines est en partie aussi responsable de cette stabilité.
5 - L'Alliance de l'Atlantique Nord et l'UEO continueront de jouer un rôle important pour la stabilité en Europe dans le futur. La dimension transatlantique, c'est-à-dire l'étroite coopération avec les États-Unis et le Canada, sera aussi à l'avenir indispensable pour la sécurité de l'Europe.
6 - Les Polonais, les Allemands et les Français ont édifié conjointement avec leurs partenaires, dans le cadre du processus de la CSCE cette grande œuvre fondamentale qu'est la Charte de Paris. C'est sur cette base que le futur ordre de paix européen doit se développer. Dans ce contexte, les traités politiques que nos États ont conclus entre eux revêtent une importance particulière, notamment les traités que la Pologne a signés récemment avec la France (traité d'amitié et de solidarité du 9 avril 1991) et avec l'Allemagne (traité sur les relations de bon voisinage et de coopération amicale du 17 juillet 1991).
7 - Il est nécessaire d'apporter une aide globale aux pays réformateurs d'Europe centrale et orientale, y compris l'Union Soviétique. L’Europe ne doit pas être divisée par de nouvelles frontières entre pauvres et riches. La France et l'Allemagne soutiennent tous les efforts visant à rapprocher la Pologne et les nouvelles démocraties de la Communauté européenne. Elles insistent pour que des accords d'association soient rapidement conclus avec les démocraties d'Europe centrale et du Sud-Est et encouragent le développement du dialogue politique. En ouvrant à ces nouvelles démocraties la voie à l'adhésion, la Communauté européenne répond aux objectifs qu'elle s'est fixés.
8 - Les défis de l'ère industrielle exigent des réponses qui ne pourront être trouvées que collectivement dans le cadre d'un espace européen. Nous entendons mener une coopération diversifiée au sein d'un espace économique européen commun. Il importe de mettre collectivement en route des projets concrets et utiles qui profiteront directement aux hommes. Cela comprend les domaines de l'environnement, de la technologie, de l'infrastructure, de la communication, de l'énergie et de la culture qui subissent des évolutions importantes pour l'avenir de l'Europe et qui exigent une action à la mesure de l'Europe.
9 - Nous devons joindre nos efforts et faire tout ce qui est en notre pouvoir pour créer des conditions d'existence dignes des hommes, là où ils vivent. Ce n'est qu'ainsi que nous pourrons leur épargner un destin de fuite et de migration à l'intérieur et à destination de l'Europe.
10 - L'anniversaire de GOETHE aujourd'hui nous rend particulièrement conscients, ici à Weimar, que de la diversité culturelle de l'Europe et la créativité de ses populations représentent notre patrimoine le plus précieux. La vie culturelle et le bien-être des peuples d'Europe sont étroitement liés. Nous avons pour objectif commun d'entretenir la richesse de notre patrimoine culturel européen. Le symposium de la CSCE à Cracovie a défini des bases importantes allant dans ce sens. Nous entendons mener une politique de coopération globale dans les domaines de la culture, de l'éducation, des sciences, des médias et des programmes d'échanges. Nous continuons d'avoir pour but de promouvoir les rencontres humaines par-delà les frontières nationales et linguistiques partout où elles sont possibles.
Les ministres ont décidé de se réunir à l'avenir une fois par an et de prévoir une réunion supplémentaire lorsque la situation en Europe le requiert. La prochaine réunion se tiendra à Paris. »

## Sommets et rencontres officielles
Les sommets du Triangle de Weimar sont les rencontres entre les chefs d'État et de gouvernement des trois pays. Les rencontres concernent les ministres des Affaires étrangères. Attention, cette liste n'est pas exhaustive et tend à être complétée et détaillée.
- avril 1992 : première rencontre à Bergerac.
- 21 septembre 1993 : sommet informel à Gdańsk, en Pologne, entre François Mitterrand, Richard von Weizsäcker et Lech Wałęsa,  à l'occasion de la remise de diplômes honoris causa à François Mitterrand et Lech Wałęsa.
- novembre 1993 : rencontre à Varsovie.
- septembre 1994 : rencontre à Bamberg.
- octobre 1995 : rencontre à Paris.
- 1996 : rencontre à Varsovie.
- novembre 1997 : rencontre à Francfort sur Oder.
- 21 février 1998 : sommet des chefs d'État et de gouvernement à Poznań en Pologne.
- 7 mai 1999 : sommet des chefs d'État et de gouvernement à Nancy en France.
- août 1999 : rencontre des ministres des Affaires étrangères Bronisław Geremek, Hubert Védrine et Joschka Fischer, à Weimar.
- 27 février 2001 : sommet des chefs d'État et de gouvernement à Hambach en Allemagne.
- 9 mai 2003 : sommet des chefs d'État et de gouvernement à Wrocław en Pologne. Il s'est tenu environ un mois avant le référendum sur l'entrée de la Pologne dans l'Union européenne.
- 19 mai 2005 : sommet des chefs d'État et de gouvernement à Nancy en France.
- 3 juillet 2006 : sommet des chefs d'État et de gouvernement à Weimar en Allemagne. Repoussé à une date ultérieure pour cause de maladie du président polonais Lech Kaczyński.
- 17 juin 2008 : rencontre des ministres des Affaires étrangères Bernard Kouchner, Radosław Sikorski, et Frank-Walter Steinmeier à Paris[7].
- 7 novembre 2008 : rencontre des secrétaires d'État et ministres délégués aux Affaires européennes Jean-Pierre Jouyet, Günter Gloser et Mikołaj Dowgielewicz à Paris[8].
- 1er février 2010 : rencontre des secrétaires d'État et ministres délégués aux Affaires européennes Pierre Lellouche, Werner Hoyer et Mikołaj Dowgielewicz à Varsovie[9]. Marque la relance officielle du Triangle.
- 26 avril 2010 : rencontre à Bonn entre Guido Westerwelle, Bernard Kouchner, et Radosław Sikorski[4].
- 7 février 2011 : sommet des chefs d'État et de gouvernement à Varsovie en Pologne entre Angela Merkel, Bronislaw Komorowski, et Nicolas Sarkozy[3].
- 16 juillet 2013 : rencontre des ministres des Affaires européennes à Heilbronn[10].
- 28 et 29 août 2016 : rencontre des ministres des Affaires étrangères à Weimar et Berlin [11].
- 15 octobre 2020 : rencontre à Paris pour évoquer notamment la situation en Biélorussie[12].
- 10 septembre 2021: rencontre à Weimar (Allemagne) des ministres des Affaires étrangères à l'occasion du 30e anniversaire de la création du Triangle de Weimar[13].
- 8 février 2022 à Berlin, Allemagne: rencontre entre le président Emmanuel Macron, le président Andrzej Duda et le chancelier Olaf Scholz a porté sur la menace que la Russie fait peser sur la souveraineté et l'intégrité territoriale de l'Ukraine[14].
- 12 juin 2023 : Olaf Scholz, Emmanuel Macron et Andrzej Duda se retrouvent pour la première fois depuis le début de la guerre en Ukraine, afin de s'accorder sur l'aide militaire à apporter. Cette rencontre se fait notablement peu de temps après la destruction du barrage de Kakhovka[15].
- 12 février 2024 : rencontre des ministres des Affaires étrangères Stéphane Séjourné, Annalena Baerbock et Radosław Sikorski à La Celle-Saint Cloud[16].
- 15 mars 2024 : première rencontre dans le format Weimar à Berlin entre le président Emmanuel Macron, le chancelier Olaf Scholz et le Premier ministre Donald Tusk[17].